# Erste Thule-Expedition

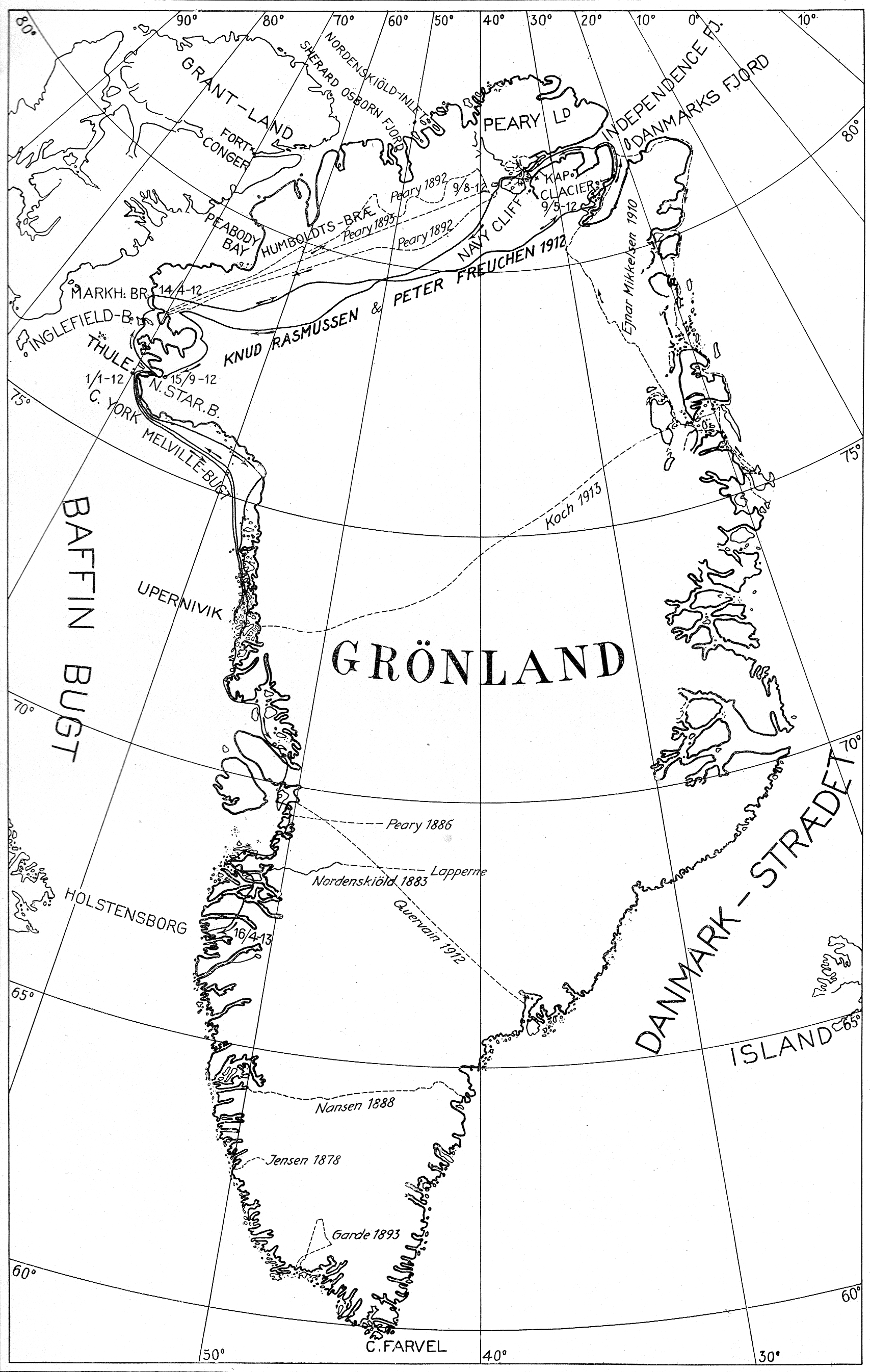
Karte mit der Route der Ersten Thule-Expedition (KNUD RASMUSSEN & PETER FREUCHEN 1912) und aller anderen Grönlanddurchquerungen bis 1913

Die Erste Thule-Expedition bildete den Auftakt zu insgesamt sieben interdisziplinären Forschungsexpeditionen, die der grönländisch-dänische Polarforscher Knud Rasmussen in der Zeit von 1912 bis 1933 in der Arktis durchführte. Namensgebend für die Thule-Expeditionen war Rasmussens gleichnamiger Handelsposten in Uummannaq in Nordgrönland, der sowohl zur Finanzierung als auch als Ausgangsbasis der Unternehmungen diente. Die Erste Thule-Expedition war primär eine Rettungsexpedition für den in Nordostgrönland in Not geratenen Ejnar Mikkelsen. Die vier Teilnehmer überquerten zweimal den grönländischen Eisschild, entdeckten bis dahin unbekannte Gebiete und bewiesen, dass Peary Land keine durch den Pearykanal von Grönland getrennte Insel, sondern eine Halbinsel ist. Die am Independence Fjord gefundenen Reste menschlicher Behausungen lagen nördlicher als alle bis dahin bekannten.

## Vorgeschichte
1910 gründete Knud Rasmussen in Uummannaq nahe Kap York in Nordgrönland den Handelsposten „Thule“. Er wollte den in der Region lebenden Polareskimos damit nach dem Ende der zwei Jahrzehnte währenden regelmäßigen Präsenz Robert Pearys die Fortsetzung ihres Handels mit Fellen zu fairen Konditionen ermöglichen. Gleichzeitig wollte er die Station als Ausgangsbasis für Expeditionen ethnographischer und geographischer Natur nutzen, zu deren Finanzierung der erwirtschaftete Gewinn herangezogen wurde.
Der Küstenverlauf Grönlands war zu dieser Zeit fast vollständig bekannt. Die letzten unerforschten Gebiete im Nordosten der Insel waren von der Danmark-Expedition in den Jahren 1906 bis 1908 kartiert worden. Unklarheiten gab es noch im Norden, wo Peary Land als Insel angesehen wurde, die von Grönland durch den hypothetischen Pearykanal getrennt war. Rasmussen beschloss, die Gegend genauer zu erforschen. Ein Umstand ließ ihn seine Pläne jedoch kurzfristig ändern: Die Danmark-Expedition hatte einen tragischen Verlauf genommen. Ihr Leiter Ludvig Mylius-Erichsen, der Kartograph Niels Peter Høeg-Hagen und der grönländische Schlittenführer Jørgen Brønlund waren zu Tode gekommen. Zwar war Brønlunds Leichnam 1908 mit den Kartenskizzen gefunden worden, von Mylius-Erichsen, Høeg-Hagen und ihren wertvollen Tagebüchern fehlte aber jede Spur. Daraufhin war 1909 die Alabama-Expedition zu ihrer Suche aufgebrochen. Nach einer Überwinterung in Alabama Havn war das Expeditionsschiff Alabama vom Eis zerdrückt worden, während der Expeditionsleiter Ejnar Mikkelsen und sein Begleiter Iver Iversen (1884–1968) weiter nördlich unterwegs waren. Die restliche Mannschaft war von einem Walfänger aufgenommen worden. Mikkelsen und Iversen fehlte jetzt die Möglichkeit, nach Dänemark zurückzukehren. Mikkelsen war ein erfahrener Polarforscher, der zuvor schon an drei Arktisexpeditionen teilgenommen hatte. Man nahm an, dass er den Weg zu den Siedlungen Westgrönlands suchen würde. Zwei Routen waren denkbar – entlang der Nordküste Grönlands über den Pearykanal oder auf kürzestem Weg über das Inlandeis.
Rasmussen fühlte sich verpflichtet, Mikkelsen zu Hilfe zu eilen. Für den Fall, dass dieser den Weg über das Inlandeis gewählt hatte, brach Rasmussen im Oktober 1911 in Begleitung des Grönländers Qulutanguaq zur Melville-Bucht auf. Widrige Witterung ließ die erfolglose Suche zwei Monate statt der veranschlagten zwei Wochen dauern.

## Expeditionsziel
Rasmussens erklärtes Ziel bestand in der Erforschung und Kartierung des Pearykanals und der angrenzenden Regionen. Die Notlage, in die Ejnar Mikkelsen und Iver Iversen durch den Verlust der Alabama geraten waren, machte die Suche nach ihnen zum Hauptziel der Expedition. Rasmussen plante aber, über das Festeis entlang der Nordküste Grönlands und über den Pearykanal nach Nordostgrönland zu gelangen, so dass auch das ursprüngliche Ziel beibehalten werden konnte. Unterwegs sollte Fort Conger auf Ellesmere Island ein Besuch abgestattet werden, einem der möglichen Überwinterungsquartiere Mikkelsens.

## Teilnehmer

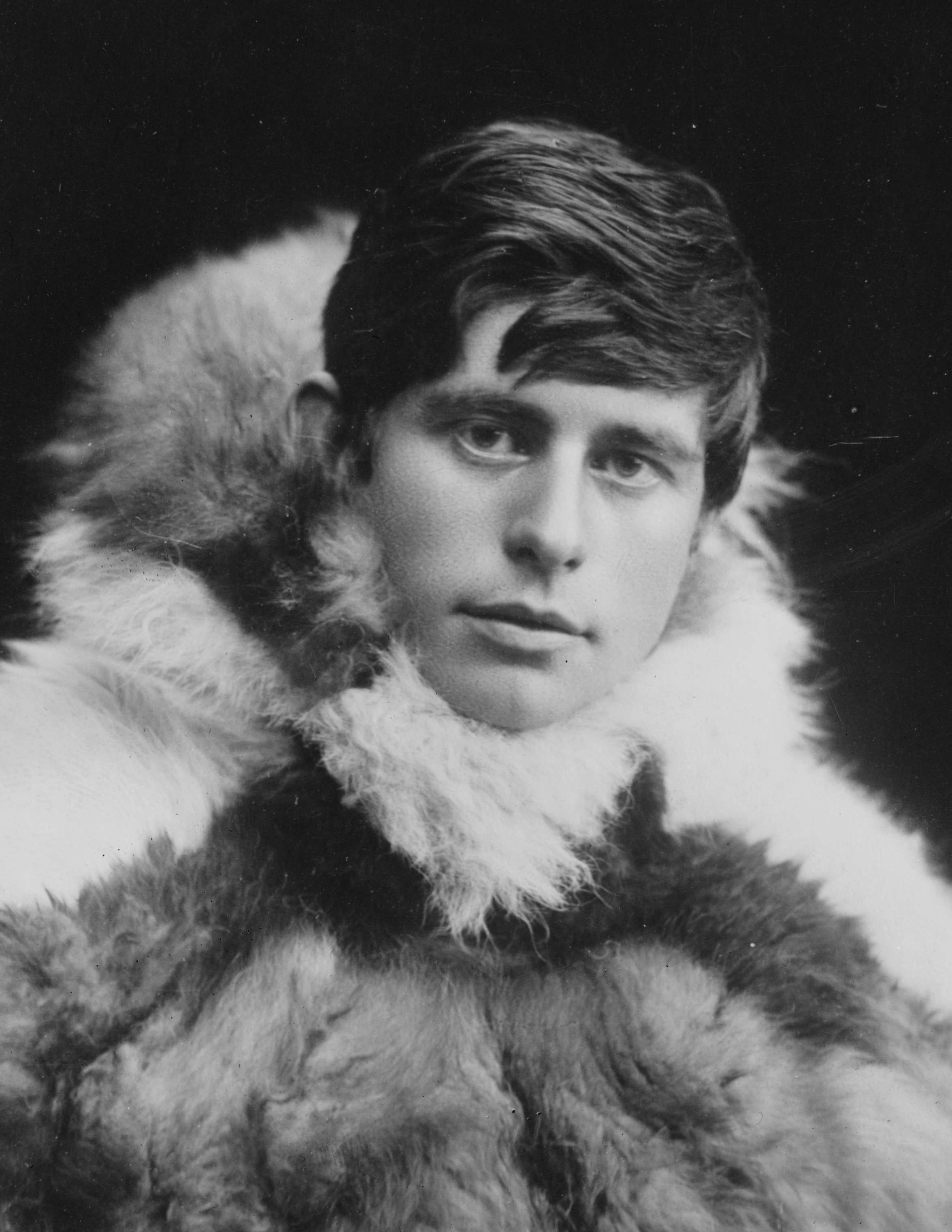
Knud Rasmussen

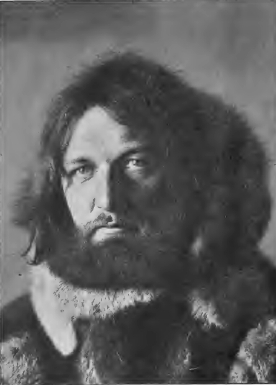
Peter Freuchen

Die Expeditionsmannschaft bestand aus vier Teilnehmern:
- Knud Rasmussen war der Leiter der Expedition. Er war in Ilulissat in Westgrönland aufgewachsen, sprach fließend Kalaallisut und war von Kindheit an mit dem Führen von Hundeschlitten vertraut. Er hatte 1902 bis 1904 an der Literarischen Grönlandexpedition Mylius-Erichsens teilgenommen, die ethnographischen Charakter trug und vor allem der Aufzeichnung von Liedern und Legenden der Polareskimos gedient hatte.
- Der Däne Peter Freuchen war Rasmussens Partner beim Betrieb der Thule-Station. Er hatte einige Semester Medizin studiert und als Heizer und Assistent des Meteorologen Alfred Wegener an der Danmark-Expedition teilgenommen. Ihm oblagen die kartografische Aufnahme der von der Thule-Expedition besuchten Gebiete und die meteorologischen Beobachtungen.
- Uvdloriaq war ein 35- oder 36-jähriger Inuk, ein erfahrener Schlittenführer und Jäger.
- Inukitsoq war ein 25- oder 26-jähriger Inuk, der bereits an Expeditionen Frederick Cooks[1] und Robert Pearys teilgenommen hatte und sich gut mit Hunden und der Jagd auskannte.

## Vorbereitung, Ausrüstung und Finanzierung
Der Winter 1912 wurde für eine Fahrt nach Upernavik genutzt, um Vorräte und Ausrüstung zu ergänzen. Gebraucht wurden auch Tauschobjekte für die Bewohner Neqis, wo Rasmussen sich mit Walrossfleisch eindecken wollte. Durch starke Schneefälle und ungünstige Eisverhältnisse dauerte die 1800 km weite Reise mit den Hundeschlitten fast drei Monate bis Ende März.
Rasmussen verließ sich bei seiner Expedition weitgehend auf Techniken der Polareskimos, ergänzt durch Gewehre, Munition, Primuskocher, Petroleum und Werkzeuge sowie Luxusgüter wie Kaffee, Tee und Tabak. Er belastete die Schlitten aber nicht mit großen Essensreserven, sondern setzte darauf, Männer und Hunde durch die Jagd ernähren zu können. Das machte das kleine Expeditionsteam schnell und beweglich, barg aber auch Risiken bei schlechten Jagdergebnissen oder ungünstigen Witterungsverhältnissen.
Die Expedition war mit folgenden wissenschaftlichen Instrumenten ausgestattet:
- einem Reise-Theodolit von Max Hildebrand in Freiberg
- einem Chronometer von Carl Ranch (1820–1869) in Kopenhagen
- einem Hodometer
- einem Aneroidbarometer
- zwei Quecksilber- und einem Alkoholthermometer.

Rasmussen wandte sich mit der Bitte um Übernahme der Schirmherrschaft über die Expedition an die „Kommission zur Leitung der geologischen und geographischen Untersuchungen in Grönland“ (kommission for ledelsen af de geologiske og geografiske undersøgelser i Grønland), deren Mitglieder Carl Frederik Wandel (1843–1930), Gustav Frederik Holm und Knud Johannes Vogelius Steenstrup waren. Die Carlsberg-Stiftung beteiligte sich mit 9700 Kronen an der Finanzierung.

## Verlauf
Die Expedition verließ Thule am 6. April 1912 und begab sich in das 200 km entfernte Neqi, um Proviant in Form von Walrossfleisch und Narwalhaut für die Männer sowie 1,5 Tonnen Walrosshaut für die Hunde aufzunehmen. Dieser wurde auf die vier Schlitten verteilt, die von jeweils 12 bis 15 Hunden gezogen wurden. Seit Februar anhaltende Stürme hatten das Küsteneis aber so aufgebrochen, dass Rasmussen sich gezwungen sah, seine Reiseroute noch einmal zu ändern. Er beschloss, das Inlandeis zu überqueren, um Mylius-Erichsens Steinmann am Danmark Fjord aufzusuchen, in dem Mikkelsen wahrscheinlich eine Nachricht hinterlassen hatte. Am 14. April begann der Aufstieg über den Clements-Markham-Gletscher, für den Rasmussen weitere Hundegespanne mietete, sodass eine Karawane von 35 Schlitten und 350 Hunden auf die Reise ging. Am ersten Tag bewältigten sie eine Strecke von 66 km und 1100 Höhenmeter. Am ersten Rastplatz kehrten alle Schlitten bis auf 9 um, und ab dem 19. April waren die vier Expeditionsteilnehmer mit ihren 53 Hunden unter sich.
Die Fahrt über das Inlandeis verlief ohne große Probleme. Wenn man berücksichtigt, dass acht Tage witterungsbedingt geruht werden musste, betrug die durchschnittliche tägliche Fahrstrecke 62 km. Die größte überschrittene Höhe lag bei 2225 m. Am 9. Mai erreichte die Expedition den Rand des Eisschilds und erblickte den Danmark Fjord. Der Abstieg vom Gletscher war die bis dahin größte Herausforderung. Männer, Hunde und Schlitten mussten 20 m abgeseilt werden. Über einen Gletschersee und durch das Zig-zag Dalen stiegen die Männer zum Fjord ab, der am 31. Mai am Kap Renaissance erreicht wurde. Die Strapazen waren groß, und die wenigen geschossenen Moschusochsen deckten den Fleischbedarf nicht, sodass die Zahl der Hunde auf 32 reduziert werden musste.
Am 4. Juni stieß die Expedition auf Mylius-Erichsens ehemaliges Sommerlager und in dessen Nähe auf einen großen Steinmann. Rasmussen fand in ihm aber keine Nachricht. Er schlussfolgerte, dass Mikkelsen diese Stelle nicht erreicht hatte, und gab die Suche nach ihm auf, da er ihn weit südlich erwartete. In Wirklichkeit hatte Mikkelsen die Nachricht Mylius-Erichsens aber zwei Jahre zuvor entnommen, ohne sie – wie üblich – durch eine eigene zu ersetzen. Zu der Zeit, als Rasmussen den Steinmann erreichte, warteten Mikkelsen und Iversen auf Bass Rock, wo sie am 19. Juli vom norwegische Robbenfänger Sjöblomsten gerettet wurden. Die Kenntnis von Mylius-Erichsens hinterlassenem Dokument hätte Rasmussen viel Zeit erspart, die er zur Entdeckung noch unbekannter Gebiete hätte nutzen können; denn es enthielt die Nachricht, dass der Pearykanal nicht existiere.
Die Expedition reiste nun zum Independence Fjord und setzte nach Peary Land über. Hier fanden die Männer alte Zeltringe, die davon zeugen, dass die Region einst bewohnt war. Sie folgten dem Fjord bis zu seinem Beginn, ohne den Eingang zum Pearykanal zu entdecken. Dort, wo dieser auf ihrer Karte eingezeichnet war, sahen sie am 17. Juni von einer erhöhten Stelle aus nur schneefreies Land. Die Aufgabe bestand nun darin, möglichst viel des neuen Landes zu kartieren, genug Wild zur Proviantierung des Heimwegs zu schießen und einen Weg auf das Inlandeis zu finden. Der weitere Weg war wieder strapaziös. Die Gletscherfronten am Ende des Independence Fjords waren zu steil, um sie erklimmen zu können. Obwohl die Männer Eis und Schnee für die Schlitten brauchten, mussten sie über ein schneefreies und hügeliges Vorgebirge – sie nannten es Kap Schmelck – aufsteigen. Erst am 30. Juni standen sie auf dem Nyeboegletscher. Im angrenzenden Valmuedal zwischen Adam Biering Land und Heilprin Land blieben sie zwei Wochen und füllten ihre Vorräte mit dem Fleisch von Moschusochsen auf. Sie hatten noch 28 Hunde, als sie am 12. Juli wieder aufbrachen. Sie brauchten drei Tage, um über den Nyeboegletscher nach Navy Cliff aufzusteigen. Am 23. Juli fanden Freuchen und Inukitsoq Pearys Steinmann am Navy Cliff und seine 20 Jahre zuvor hinterlegte Nachricht vom 6. Juli 1892. Es war nun an der Zeit, sich auf den Rückweg nach Uummannaq zu machen. Starke Stürme mit Schnee und Regen verzögerten den Aufbruch aber bis zum 8. August. Der Schnee auf dem Gletscher war weicher als im Frühjahr, und zum Ziehen der verbliebenen drei Schlitten standen nur noch 27 Hunde zur Verfügung. Die täglich zurückgelegten Strecken waren darum kürzer als auf dem Hinweg. Mit einem Schlitten und acht Hunden erreichte die Expedition ihren Ausgangspunkt am 15. September 1912.

## Ergebnisse
Das wichtigste Ergebnis der Expedition war geographischer Natur – die Entdeckung und grobe Kartierung bis dahin unbekannter Gebiete wie des Adam Biering Lands und des Nyeboegletschers. Insgesamt benannte die Expedition 29 geographische Objekte, meist deskriptiv, manchmal auch nach Förderern der Thule-Handelsstation oder nach Wissenschaftlern. Rasmussen und Freuchen erbrachten den Beweis, dass der Pearykanal nicht existiert und Peary Land ein Teil Grönlands und keine eigene Insel ist. Was sie nicht wussten, war, dass Mylius-Erichsen diese Entdeckung schon vor ihnen gemacht hatte und Mikkelsen mit dessen hinterlassener Nachricht auf dem Weg nach Europa war.
Eine wichtige archäologische Entdeckung war der bis dahin nördlichste Fund von Resten menschlicher Behausungen. An der Mündung des Jørgen Brønlund Fjords in den Independence Fjord fand die Expedition die Zeltringe prähistorischer Eskimos. Dies führte 1947 zur Dänischen Peary-Land-Expedition unter Leitung von Eigil Knuth, die weitere Siedlungsspuren fand.
Während ihrer Reise hatte die Expedition eine Vielzahl von Beobachtungen zur vorgefundenen Tierwelt notiert und regelmäßige Wetterbeobachtungen und Messungen der Temperatur und des Luftdrucks vorgenommen. Sie hatten verschiedene Pflanzen gesammelt, die sie dem Botaniker Carl Hansen Ostenfeld zur Bestimmung übergaben, und Gesteinsproben genommen, die der Mineraloge Ove Balthasar Bøggild (1872–1956) später untersuchte.
Beeindruckend war die scheinbare Leichtigkeit, mit der das Inlandeis zweimal überquert worden war. Dabei war eine Strecke von etwa 2500 km zurückgelegt worden. Clements Markham, der vormalige Präsident der Royal Geographical Society, bezeichnete die Expedition als sehr effizient und nannte sie die beste, die jemals mit Hunden durchgeführt worden sei. Johan Peter Koch, der 1913 die „Dänische Expedition nach Königin Louises Land und quer über das Inlandeis von Nordgrönland“ führte, hielt sie für „die größte und am besten durchgeführte aller Reisen“ über den grönländischen Eisschild.

## Expeditionsbericht
- Knud Rasmussen: Report of the first Thule expedition 1912. In: Meddelelser om Grønland. Band 51, 1915, S. 283–342.
- Peter Freuchen: General observations as to natural conditions in the country traversed by the Expedition. In: Meddelelser om Grønland. Band 51, 1915, S. 343–382.
- Carl Hansen Ostenfeld: Plants collected during the First Thule Expedition to Northernmost Greenland. In: Meddelelser om Grønland. Band 51, 1915, S. 371–381.
- Ove Balthasar Bøggild: Examination of some rocks from North-Greenland, collected by Knud Rasmussen and P. Freuchen in the year 1913.. In: Meddelelser om Grønland. Band 51, 1915, S. 383–386.
- Peter Freuchen: Report of the First Thule Expedition. Scientific Work. In: Meddelelser om Grønland. Band 51, 1915, S. 387–411.
- Peter Freuchen: Meteorological observations. In: Meddelelser om Grønland. Band 51, 1915, S. 413–426.